# Демисексуалност
Демисексуалност је сексуална оријентација у којој се сексуална привлачност јавља само према људима са којима је успостављена емотивна веза. Већина демисексуалаца сексуалну привлачност осећа ређе у односу на општу популацију, док поједини исказују слабо или никакво интересовање ка сексуалним активностима.
Врста емотивне повезаности и време које је потребно демисексуалној особи да би осетила сексуалну привлачност конкретно зависи од саме индивидуе. Емотивна блискост је обично главна компонента, али формирање исте не обавезује да ће сексуалне привлачности уопште бити. 
Демисексуалност, као сексуална оријентација, део је асексуалног спектрума који се простире од асексуалности са једне стране, до сексуалности са друге стране. Демисексуалци се сматрају делом асексуалне заједнице јер у већини случаја не осећају сексуалну привлачност. Међутим, способност да током живота осете сексуалну привлачност је управо оно што их и раздваја од асексуалаца. Демисексуалци, такође, могу имати било коју романтичну оријентацију.